# Коптели
Копте́ли (рос. Коптелы) — присілок у складі Шалинського міського округу Свердловської області.
Населення — 164 особи (2010, 194 2002).
Національний склад станом на 2002 рік: росіяни — 99 %.